# Пуарье, Поль
Поль Пуарье (фр. Paul Poirier; род. 6 ноября 1991 года в Оттаве, Онтарио, Канада) — канадский фигурист, выступающий в танцах на льду в паре с Пайпер Гиллес. Они — двукратные серебряные (2024, 2025) и двукратные бронзовые (2021, 2023) призёры чемпионатов мира, двукратные чемпионы четырёх континентов (2024, 2025), двукратные серебряные призёры чемпионата четырёх континентов (2014, 2020), бронзовые призёры чемпионата четырёх континентов (2019), победители финала Гран-при (2022), бронзовые призёры финала Гран-при (2023), трёхкратные чемпионы Канады (2020, 2022, 2024), пятикратные вице-чемпионы Канады (2013, 2015, 2016, 2018, 2019), бронзовые призёры чемпионата Канады (2012, 2017).
До 2011 года выступал в паре с Ванессой Крон. В паре с ней он — бронзовый призёр чемпионата четырёх континентов (2011), чемпион Канады (2011) и серебряный призёр чемпионата мира среди юниоров (2008).
По состоянию на 4 февраля 2024 года пара  Гиллес / Пуарье занимает 4-е место в рейтинге Международного союза конькобежцев (ИСУ).

## Карьера
Поль, также как и Ванесса, кроме танцев на льду, выступал на юниорском уровне и в качестве одиночника. В 2008 году он стал вторым на чемпионате Канады среди юниоров, а в сезоне 2008/2009 участвовал в юниорской серии Гран-при.
В танцевальную пару с Ванессой Крон они объединились в 2001 году. В 2008 году стали вторыми на чемпионате мира среди юниоров.
В сезоне 2008/2009, на дебютном для себя «взрослом» старте — этапе серии Гран-при Skate Canada — завоевали серебро, но на этапе во Франции стали только четвёртыми и, в итоге, в финал не прошли. На чемпионате Канады 2009 года дуэт завоевал серебряные медали.
2 июня 2011 года пара объявила о прекращении 10-летнего сотрудничества и намерении продолжить карьеру с другими партнёрами. В июле 2011 года было официально объявлено о создании пары Пайпер Гиллес / Поль Пуарье, выступать новая пара решила за Канаду (Пайпер — гражданка США). На первом же совместном национальном первенстве они завоевали бронзовые медали, однако на международных соревнованиях в сезоне 2011-2012 не выступали из-за «карантина» в связи со сменой спортивного гражданства партнершей.
Очень хороший старт получился осенью 2014 года. Спортсмены удачно выступили дома в Барри на турнире Autumn Classic International, где им удалось финишировать вторыми. Далее они заняли второе место на втором этапе Гран-при. На французском этапе Гран-при в Бордо пара уверенно заняла второе место. Это позволило им без проблем выйти в финал Гран-при. В январе 2015 года они во второй раз стали вице-чемпионами страны. Очень хорошо стартовали и на чемпионате четырёх континентов в Сеуле; пара улучшила свои прежние спортивные достижения во всех трёх видах. Они оказались рядом с пьедесталом. На чемпионате мира в Шанхае спортсмены вновь улучшили все свои прежние спортивные достижения и пара замкнула шестёрку лучших пар в мире.
В конце октября пара выступали в Милуоки (США) на этапе серии Гран-при Skate America, где они заняли третье место. Далее пара выступала на этапе Гран-при Trophée Bompard, однако, после коротких программ, соревнования были отменены из соображений безопасности (в столице Франции произошла серия терактов). Через два месяца на национальном чемпионате пара финишировала вновь вторыми. Через месяц на континентальном чемпионате в Тайбэе фигуристы финишировали в пятёрке. В начале апреля в Бостоне на мировом чемпионате канадские танцоры вошли в число восьми лучших пар и улучшили свои прежние достижения в короткой, произвольной программах и сумме.
Новый предолимпийский сезон канадская пара начала в конце сентября в Германии на ежегодном турнире Небельхорн. Где в упорной борьбе им достались бронзовые медали. При этом они улучшили прежние свои достижения в произвольном танце и сумме. В конце октября канадские танцоры выступали на домашнем этапе Гран-при в Миссиссоге, где на Кубке федерации Канады уверенно заняли третье место и вновь были улучшены прежние спортивные достижения; только теперь все. В середине ноября фигуристы выступали на очередном этапе Гран-при в Париже, где на турнире Trophée de France они в упорной борьбе сумели завоевать бронзовые медали. В январе 2017 года на национальном чемпионате в Оттаве фигуристы не смогли составить конкуренции ведущим канадским парам и финишировали на третьем месте. В середине февраля фигуристы выступали в южнокорейском городе Каннын на континентальном чемпионате, где заняли место в середине десятке. В конце марта канадские фигуристы выступали на мировом чемпионате в Хельсинки, где им удалось замкнуть восьмёрку ведущих танцевальных пар. При этом они незначительно улучшили свои прежние достижения в коротком танце.
Новый олимпийский сезон канадские танцоры начали дома в Канаде, где на турнире Autumn Classic International они выступили удачно, и финишировали с бронзовой медалью. Через месяц они выступили в серии Гран-при на российском этапе, где канадцы финишировали рядом с пьедесталом. В конце ноября на американском этапе в Лейк-Плэсиде они также были рядом с пьедесталом. В середине января 2018 года в Ванкувере на национальном чемпионате спортсмены вернули себе звание вице-чемпионов Канады. В середине февраля в Канныне на личном турнире Олимпийских игр канадские фигуристы финишировали в конце десятки лучших танцоров.

## Программы

### С Пуарье
| Сезон     | Ритм-танец | Произвольный танец | Показательные номера |
| --------- | --- | --- | --- |
| 2023–2024 | - No More "I Love You's" The Lover Speaks - Addicted to Love Роберт Палмер хореография: Юрий Разгуляев, Кэрол Лэйн, Александра Крениан | - Main Theme / End Titles - Switching Sides (из фильма «Грозовой перевал») Рюити Сакамото хореография: Юрий Разгуляев, Кэрол Лэйн | |
| 2022–2023 | - Ча-ча-ча: Do What I Do Lady Bri - Румба: Rhythm Only (Rumba 25) Dancelife Studio Orchestra - Cha Cha: Do What I Do Lady Bri хореография: Кэрол Лэйн, Юрий Разгуляев | - You Must Love Me в исполнении Мадонна - Waltz for Eva and Che в исполнении Party Time Karaoke - Waltz for Eva and Che в исполнении Мадонна и Антонио Бандерас - Don't Cry for Me Argentina в исполнении Мадонна (из фильма «Эвита») Эндрю Ллойд Уэббер и Тим Райс хореография: Юрий Разгуляев, Кэрол Лэйн | - Annie's Song - Thank God I'm a Country Boy Джон Денвер - Writing's on the Wall Сэм Смит                                           |
| 2021–2022 | - Блюз: I Guess That's Why They Call It The Blues - Диско: I'm Still Standing Элтон Джон хореография: Кэрол Лэйн, Юрий Разгуляев, Джефф Димитриу | - The Long and Winding Road The Beatles в исполнении Govardo хореография: Юрий Разгуляев, Кэрол Лэйн | - Vincent Дон Маклин в исполнении Govardo                                                                                           |
| 2019–2021 | - Марш: Movies Were Movies в исполнении Роберт Престон - Фокстрот: Look What Happened to Mabel в исполнении Бернадетт Питерс - Квикстеп: Entr'acte - Квикстеп: Tap Your Troubles Away в исполнении Лиза Кирк (из мюзикла «Мак и Мэйбл») Джерри Херман хореография: Кэрол Лэйн, Юрий Разгуляев, Джефф Димитриу                                         | - Both Sides Now Джони Митчелл хореография: Юрий Разгуляев, Кэрол Лэйн | - The Man in the Wings Элисон Мойе - In the Mood Винги Манноне, Энди Разаф, Джуди Гарленд - Vincent Дон Маклин в исполнении Govardo |
| 2018–2019 | - Танго: Angelica's Tango Пьерникола Ди Муро хореография: Юрий Разгуляев, Кэрол Лэйн | - Vincent Дон Маклин в исполнении Govardo хореография: Юрий Разгуляев, Кэрол Лэйн | - The Man in the Wings Элисон Мойе                                                                                                  |
|           | Короткий танец | | |
| 2017–2018 | - Босса-нова: Bossa Cubana Los Zafiros - Мамбо: Gopher Mambo Има Сумак | - Джеймс Бонд попурри - Thunderball - Octopussy Джон Барри хореография: Юрий Разгуляев, Кэрол Лэйн - Stolen Hearts - Perry Mason Theme Фред Стейнер - Smokey Sax Perry Hollywood Trailer Music Orchestra | - A Fifth of Beethoven Уолтер Мёрфи                                                                                                 |
| 2016–2017 | - Блюз: Oh What A Night For Dancing Барри Уайт, Вэнс Уилсон - Диско: Disco Inferno Leroy Green, Ron Kersey | - Con Buena Onda Daniel Lomuto, Ernesto Baffa, Hector M. Acre | - Let It Go Джеймс Бэй |
| 2015–2016 | - Вальс: Lucy in the Sky with Diamonds The Beatles - Марш: Norwegian Wood The Beatles - Вальс: Ob-La-Di, Ob-La-Da The Beatles - Вальс: Lucy in the Sky with Diamonds The Beatles - Марш: Six German Dances, K. 571, No. 6 Вольфганг Амадей Моцарт - Вальс: Air Pour Les Sauvages (из оперы «Галантная Индия») Жан-Филипп Рамо хореография: Кэрол Лэйн | - Тоска: - She Said Жоран - Neverland Takenobu хореография: Кэрол Лэйн, Юрий Разгуляев, Пайпер Гиллес, Поль Пуарье | - Reaching for the Moon Элла Фицджеральд                                                                                            |
| 2014–2015 | - Пасодобль: El Gato Montes - Испанский вальс: Capriccio Espagnol Николай Римский-Корсаков | - Трамвай «Желание» - Джентльмены предпочитают блондинок - Overture - Si tu vois ma mère Сидней Беше - Dans les rues d'Antibes Сидней Беше | - Would You Burn the Floor Orchestra                                                                                                |
| 2013–2014 | - Свинг: Just One Dance Каро Эмеральд - Квикстеп: You Don't Leave Me Каро Эмеральд | - Хичкок: Дэнни Эльфман - End Credit - Explosion - The Premiere - Психо: Бернард Херрманн - The Rainstorm | - Sweet Dreams - Pure Imagination                                                                                                   |
| 2012–2013 | - Мэри Поппинс: - Overture - Step in Time Роберт Б. Шерман, Ричард М. Шерман хореография: Кэрол Лэйн, Юрий Разгуляев | - The Gulag Orchestra Beirut - I Don't Think About You Anymore But - I Don't Think About You Any less Hungry Ghosts - Nicoleta Fanfare Ciocărlia хореография: Кэрол Лэйн, Юрий Разгуляев, Кристофер Дин | - Sexy and I Know It Хор - Sweet Dreams - Pure Imagination                                                                          |
| 2011–2012 | - Put It in a Love Song Алиша Киз, Бейонсе - Magalenha Сержио Мендес хореография: Кэрол Лэйн, Юрий Разгуляев | - Pure Imagination в исполнении Maroon 5 - Sweet Dreams Eurythmics - Pure Imagination в исполнении Хор хореография: Кристофер Дин | - Put It in a Love Song Алиша Киз, Бейонсе - Magalenha Сержио Мендес хореография: Кэрол Лэйн, Юрий Разгуляев                        |

## Спортивные достижения

### В танцах на льду

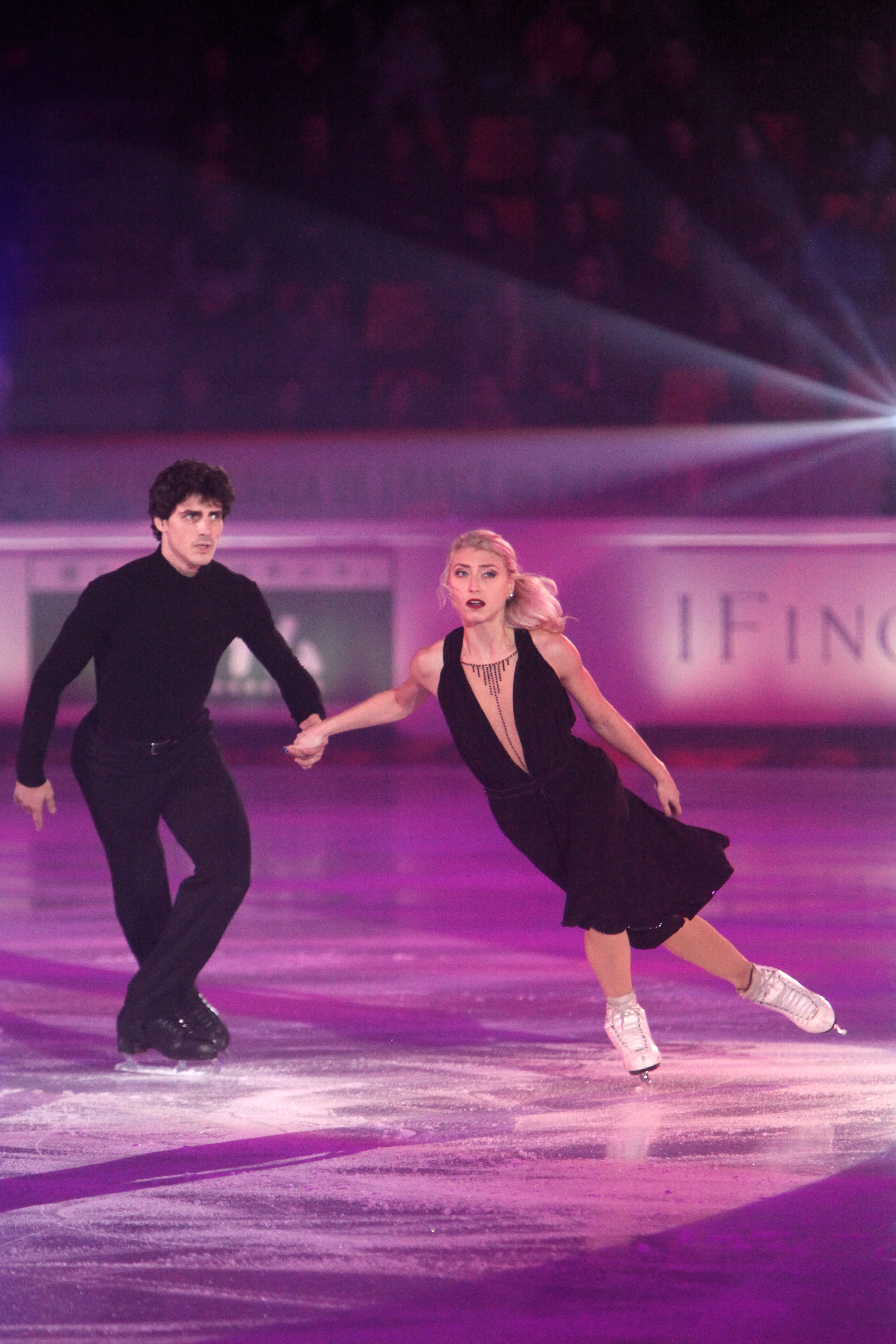
С Пайпер Гиллес в показательном выступлении на этапе Гран-при Франции (2018)

(с П.Гиллес)
| Соревнования/Сезон                         | 11/12 | 12/13 | 13/14 | 14/15 | 15/16 | 16/17 | 17/18 | 18/19 | 19/20 | 20/21 | 21/22 | 22/23 | 23/24 | 24/25 |
| ------------------------------------------ | ----- | ----- | ----- | ----- | ----- | ----- | ----- | ----- | ----- | ----- | ----- | ----- | ----- | ----- |
| Международные                              |       |       |       |       |       |       |       |       |       |       |       |       |       |       |
| Зимние Олимпийские игры — танцы на льду    |       |       |       |       |       |       | 8     |       |       |       | 7     |       |       |       |
| Зимние Олимпийские игры — командный турнир |       |       |       |       |       |       |       |       |       |       | 4     |       |       |       |
| Чемпионаты мира                            |       | 18    | 8     | 6     | 8     | 8     | 6     | 7     | C     | 3     | 5     | 3     | 2     | 2     |
| Чемпионаты четырёх континентов             |       | 5     | 2     | 4     | 5     | 6     |       | 3     | 2     |       |       |       | 1     | 1     |
| Финалы Гран-при                            |       |       |       | 5     |       |       |       |       | 5     |       | C     | 1     | 3     |       |
| Этапы Гран-при: Cup of China               |       |       |       |       |       |       |       |       |       |       |       |       | 1     |       |
| Этапы Гран-при: NHK Trophy                 |       |       | 5     |       |       |       |       |       |       |       |       |       |       |       |
| Этапы Гран-при: Rostelecom Cup             |       |       | 6     |       |       |       | 4     |       | 2     |       |       |       |       |       |
| Этапы Гран-при: Skate America              |       |       |       |       | 3     |       | 4     |       |       |       |       |       |       |       |
| Этапы Гран-при: Skate Canada               |       | 4     |       | 2     |       | 3     |       | 3     | 1     | C     | 1     | 1     | 1     |       |
| Этапы Гран-при: Финялндия                  |       |       |       |       |       |       |       |       |       |       |       | 1     |       |       |
| Этапы Гран-при: Франция                    |       | 6     |       | 2     | С     | 3     |       | 3     |       |       | 1     |       |       |       |
| Челленджер. Autumn Classic International   |       |       |       | 2     |       |       | 3     |       | 1     |       | 1     |       |       |       |
| Челленджер. Мемориал Ондрея Непелы         |       |       |       |       | 1     |       |       |       |       |       |       |       |       |       |
| Челленджер. Golden Spin                    |       |       |       |       |       |       |       | 1     |       |       |       |       |       |       |
| Челленджер. Nebelhorn Trophy               |       |       |       |       |       | 3     |       | 1     |       |       |       |       |       |       |
| Национальные                               |       |       |       |       |       |       |       |       |       |       |       |       |       |       |
| Чемпионаты Канады                          | 3     | 2     | 4     | 2     | 2     | 3     | 2     | 2     | 1     | C     | 1     |       |       |       |

### Результаты после 2009 года (танцы на льду)

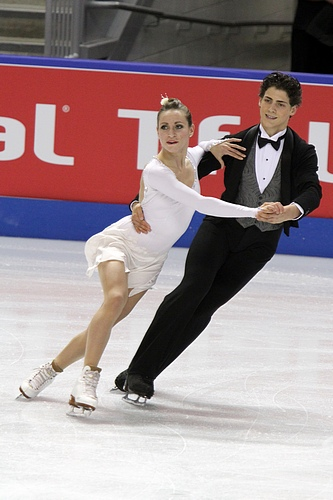
С Ванессой Крон на Skate Canada 2010

(с В.Крон)
| Соревнования/Сезон             | 09/10 | 10/11 |
| ------------------------------ | ----- | ----- |
| Зимние Олимпийские игры        | 14    |       |
| Чемпионаты мира                | 7     | 10    |
| Чемпионаты четырёх континентов |       | 3     |
| Чемпионаты Канады              | 2     | 1     |
| Финалы Гран-при                | 6     | 3     |
| Этапы Гран-при: Skate America  |       | 2     |
| Этапы Гран-при: NHK Trophy     | 3     |       |
| Этапы Гран-при: Rostelecom Cup | 4     |       |
| Этапы Гран-при: Skate Canada   |       | 1     |

### Результаты до 2009 года (танцы на льду)
(с В.Крон)
| Соревнования/Сезон                         | 03/04 | 04/05 | 05/06 | 06/07 | 07/08 | 08/09 |
| ------------------------------------------ | ----- | ----- | ----- | ----- | ----- | ----- |
| Чемпионаты мира                            |       |       |       |       |       | 12    |
| Чемпионаты Четырёх континентов             |       |       |       |       |       | 4     |
| Чемпионаты мира среди юниоров              |       |       |       | 9     | 2     |       |
| Чемпионаты Канады                          | 12N.  | 1N.   | 6J.   | 1J.   | 4     | 2     |
| Этапы Гран-при: Trophée Bompard            |       |       |       |       |       | 4     |
| Этапы Гран-при: Skate Canada               |       |       |       |       |       | 2     |
| Финалы юниорского Гран-при                 |       |       |       |       | 4     |       |
| Этапы юниорского Гран-при: Хорватия        |       |       |       |       | 1     |       |
| Этапы юниорского Гран-при: Румыния         |       |       |       |       | 1     |       |
| Этапы юниорского Гран-при: Тайвань         |       |       |       | 5     |       |       |
| Этапы юниорского Гран-при: Норвегия        |       |       |       | 3     |       |       |
| Этапы юниорского Гран-при: Андорра         |       |       | 7     |       |       |       |
| N = детский уровень; J = юниорский уровень |       |       |       |       |       |       |

### В одиночном катании
| Соревнования/Сезон                         | 05/06 | 06/07 | 07/08 | 08/09 |
| ------------------------------------------ | ----- | ----- | ----- | ----- |
| Чемпионаты Канады                          | 5N.   | 3N.   | 2J.   | 11    |
| Этапы юниорского Гран-при: Франция         |       |       |       | 10    |
| N = детский уровень; J = юниорский уровень |       |       |       |       |